# Les Guerriers de la nuit
Pour les articles homonymes, voir The Warriors.
Pour plus de détails, voir Fiche technique et Distribution.
Les Guerriers de la Nuit (The Warriors) est un film américain réalisé par Walter Hill et sorti en 1979. Adapté du roman (en) de Sol Yurick publié en 1965, lui-même inspiré de l'Anabase de Xénophon, le film transpose l'histoire antique dans un contexte urbain moderne.
L'histoire se déroule dans un New York fictif où les gangs dominent la ville. Le film suit les aventures des Warriors, un gang de Coney Island, qui doivent traverser la ville pour rentrer chez eux après avoir été faussement accusés du meurtre d'un leader charismatique lors d'un rassemblement de gangs dans le Bronx.
La réalisation de Walter Hill donne au film une esthétique unique, mêlant réalisme cru et éléments quasi-fantastiques dans sa représentation de New York la nuit. Les Guerriers de la nuit met en vedette Michael Beck, James Remar et Deborah Van Valkenburgh. La bande originale, qui mêle rock et disco, a contribué à définir l'ambiance du film et est devenue elle-même emblématique.
À sa sortie, le film a suscité la controverse en raison de sa représentation de la violence urbaine. Certains critiques l'ont accusé de glorifier la violence des gangs, tandis que d'autres ont loué son style visuel et son énergie. Au fil des années, Les Guerriers de la nuit a acquis un statut de film culte, influençant la culture populaire, notamment dans les domaines de la mode, de la musique et des jeux vidéo.

## Synopsis
New York, années 1970. Les gangs se partagent les bas quartiers de la ville. Cyrus, leader incontesté des tout-puissants Gramercy Riffs, décide d'organiser une réunion afin d'unifier les gangs et de lever une véritable armée contre les forces de l'ordre et la mafia. Très vite, la réunion dérape et Cyrus est assassiné en public.
Le coupable, Luther, fait porter le chapeau au gang des Warriors, déclenchant ainsi une cavale à laquelle tous les autres gangs sont conviés. C'est une lutte pour la survie qui commence alors, car il reste aux Warriors, accompagnés par Mercy, la petite amie d'un chef de gang rencontré sur leur chemin, un long voyage à parcourir depuis le Bronx jusqu'à Coney Island, leur quartier d'origine, périple décrit par la DJ de la radio.

## Fiche technique
Sauf indication contraire, les informations mentionnées dans cette section peuvent être confirmées par la base de données cinématographiques IMDb,  présente dans la section « Liens externes ».
- Titre francophone : Les Guerriers de la nuit
- Titre original : The Warriors
- Réalisation : Walter Hill
- Scénario : David Shaber (en) et Walter Hill, d'après le roman Les Guerriers de la nuit de Sol Yurick
- Musique : Barry De Vorzon
- Directeur de la photographie : Andrew Laszlo
- Montage : Freeman A. Davies, David Holden, Susan E. Morse et Billy Weber (en)
- Distribution des rôles : Howard Feuer (en) et Jeremy Ritzer
- Direction artistique : Don Swanagan et Robert Wightman (en)
- Décorateur de plateau : Frederic C. Weiler
- Costumes : Bobbie Mannix et Mary Ellen Winston
- Directeur de production : John Stark
- Producteur : Lawrence Gordon
  - Producteur délégué : Frank Marshall
  - Producteur associé : Joel Silver
- Société de production : Paramount Pictures
- Pays de production :  États-Unis
- Format : Couleurs - 1.78:1 - 35mm - son Dolby numérique mono
- Genre : action, thriller
- Durée : 92 minutes
- Dates de sortie :
  - États-Unis : 9 février 1979
  - France : 27 août 1980
- Classification[1] :
  - États-Unis : R
  - France : classé X pour violence pendant quelques mois en France, puis interdit aux moins de 18 ans lors de sa sortie en salles, et très vite réévalué en interdiction aux moins de 13 ans[2]

## Distribution
- Michael Beck (VF : Pierre Arditi) : Swan, le nouveau chef des Warriors
- James Remar (VF : Philippe Ogouz) : Ajax
- Dorsey Wright (VF : Med Hondo) : Cleon, l'ancien chef des Warriors
- Thomas G. Waites (VF : Georges Poujouly) : Fox (non crédité en raison d'un conflit avec le réalisateur)
- Brian Tyler (VF : Yves-Marie Maurin) : Snow
- David Harris (en) (VF : Sady Rebbot) : Cochise
- Tom McKitterick (VF : Marc François) : Cowboy
- Marcelino Sánchez (en) (VF : Thierry Bourdon) : Rembrandt
- Terry Michos (en) (VF : Serge Lhorca) : Vermin
- Deborah Van Valkenburgh (VF : Arlette Thomas) : Mercy
- David Patrick Kelly (VF : Patrick Préjean) : Luther
- Dennis Gregory (VF : Georges Atlas) : Masai
- Mercedes Ruehl : la policière dans Central Park
- Joel Weiss (VF : Gérard Hernandez) : le second de Luther
- Roger Hill (en) (VF : Tola Koukoui) : Cyrus
- Paul Greco (en) (VF : Jacques Ferrière) : le chef des Orphans
- Lynne Thigpen : (VF : (Paule Emanuele) la DJ de la radio
- Walter Hill : le narrateur (version longue Ultimate Director's Cut)

## Production

### Genèse et développement
Le film s'inspire du roman Les Guerriers de la nuit (1965) de Sol Yurick, lui-même inspiré de l’œuvre de l'auteur grec Xénophon, Anabase. Les droits du roman sont acquis en 1969 par American International Pictures, qui ne fait finalement pas le film. Les droits sont récupérés par le producteur Lawrence Gordon qui charge David Shaber (en) d'écrire le scénario. Lawrence Gordon envoie le script et une copie du roman au réalisateur Walter Hill avec lequel il a fait Le Bagarreur (1975) et Driver (1978). Walter Hill raconte : « Je lui ai dit “Larry, j'aimerais beaucoup le faire, mais personne ne nous laissera le faire”. Ça sera trop extrême et bizarre. »,.
Lawrence Gordon et Walter Hill voulaient initialement développer un western mais ne parvenant pas à le financer, ils présentent The Warriors à Paramount Pictures. Le studio est alors intéressé par des films sur la jeunesse. Walter Hill raconte que tout est alors allé très vite : « Larry avait une relation spéciale avec Paramount et nous avons promis de faire un film peu couteux, ce que nous avons fait. [...] On a eu la validation en avril ou mai 1978 et nous étions en salles en février 1979. Cela a été un processus très accéléré ».
Walter Hill retravaille ensuite le script pour l'adapter au budget réduit et au délai imposé par la Paramount, car un projet concurrent, Les Seigneurs de Philip Kaufman, est alors développé par Orion Pictures. Plusieurs idées de Walter Hill sont rejetées par le studio, comme celle que le gang soit entièrement composé d'Afro-Américains. De plus, Walter Hill souhaitait que le film commence par la mention « Sometime in the future » (« un jour dans le futur ») mais la Paramount pense que cela fera penser à La guerre des étoiles (1977).

### Attribution des rôles
Selon le producteur délégué Frank Marshall, un véritable membre de gang était envisagé pour le rôle de Cyrus. Selon Michael Beck, toutefois, Roger Hill (en) a toujours été envisagé pour ce rôle. Irwin Keyes devait jouer Ajax mais Walter Hill le trouve trop vieux, il incarne finalement le policier qui arrête Ajax.
Le rôle de Cowboy est proposé à Robert De Niro, qui le refuse. Tony Danza refuse quant à lui le rôle de Swan pour privilégier la série télévisée Taxi.

### Tournage
Le tournage a lieu en 1978. Il se déroule à New York : à Brooklyn (Coney Island, les stations de métro Hoyt-Schermerhorn et Eastern Parkway, Luna Park, le cimetière Evergreen, 96e rue, 1re avenue, New Utrecht), Manhattan (Riverside Park, Central Park, 72e rue, Broadway, Union Square), dans le Queens (Breezy Point, Long Island City).
Les camions de l'équipe du film sont protégés par les Mongrels, un véritable gang payé 500 $ par jour.

## Style visuel et esthétique
Les Guerriers de la nuit se démarque par son esthétique visuelle unique, mêlant réalisme urbain et stylisation quasi-onirique. Le film présente une vision nocturne de New York, transformant la ville en un labyrinthe urbain à la fois menaçant et fascinant.
Hill utilise une palette de couleurs vives et contrastées, notamment dans la représentation des différents gangs, créant une atmosphère qui oscille entre le réalisme brut et une certaine théâtralité. Cette approche visuelle contribue à donner au film son caractère quasi-mythique. La photographie d'Andrew Laszlo joue un rôle crucial dans la création de cette esthétique distinctive. L'utilisation de l'éclairage nocturne, mettant en valeur les néons et les lumières artificielles de la ville, contribue à créer une ambiance à la fois inquiétante et surréaliste. Les scènes dans le métro, en particulier, exploitent les contrastes entre l'obscurité et la lumière crue pour accentuer la tension et le sentiment de claustrophobie. La direction artistique de Don Swanagan transforme les lieux réels de New York en un paysage urbain stylisé. Les graffitis omniprésents, les décors urbains délabrés et les espaces publics désertés la nuit créent un environnement qui semble à la fois familier et étrangement irréel. Cette approche visuelle renforce le sentiment d'aliénation et de danger qui imprègne le film.
Le design des costumes, supervisé par Bobbie Mannix, est un élément clé de l'identité visuelle du film. Chaque gang est doté d'un look unique et stylisé, allant des vestes de cuir sans manches des Warriors aux maquillages élaborés des Baseball Furies. Ces costumes, tout en étant exagérés, contribuent à l'atmosphère de réalité alternative du film et sont devenus des éléments iconiques de la culture populaire.

## Bande originale
La musique originale du film est composée par Barry De Vorzon. Sur l'album de la bande originale, on retrouve également des chansons d'Arnold McCuller, Joe Walsh et Desmond Child.
| Liste des titres | Liste des titres          | Liste des titres                                                             | Liste des titres                  | Liste des titres | Liste des titres | Liste des titres | Liste des titres | Liste des titres | Liste des titres |
| No               | Titre                     | Auteur                                                                       | Interprètes                       | Durée            |                  |                  |                  |                  |                  |
| ---------------- | ------------------------- | ---------------------------------------------------------------------------- | --------------------------------- | ---------------- | ---------------- | ---------------- | ---------------- | ---------------- | ---------------- |
| 1.               | Theme from ‘The Warriors’ | Barry De Vorzon                                                              | Barry De Vorzon                   | 3:57             |                  |                  |                  |                  |                  |
| 2.               | Nowhere to Run            | Holland-Dozier-Holland                                                       | Arnold McCuller                   | 3:15             |                  |                  |                  |                  |                  |
| 3.               | In Havana                 | Steve Nathanson, Artie Ripp (en)                                             | Kenny Vance (en) & Ismael Miranda | 3:56             |                  |                  |                  |                  |                  |
| 4.               | Echoes in My Mind         | Claude Cave II, Carlos Wilson, Louis Wilson, Richard Wilson, Wilfredo Wilson | Mandrill                          | 6:09             |                  |                  |                  |                  |                  |
| 5.               | The Fight                 | Barry De Vorzon                                                              | Barry De Vorzon                   | 1:23             |                  |                  |                  |                  |                  |
| 6.               | In the City               | Joe Walsh, Barry de Vorzon                                                   | Joe Walsh                         | 3:54             |                  |                  |                  |                  |                  |
| 7.               | Love Is a Fire            | John Vastano, Vini Poncia                                                    | Genya Ravan                       | 4:54             |                  |                  |                  |                  |                  |
| 8.               | Baseball Furies Chase     | Barry De Vorzon                                                              | Barry De Vorzon                   | 2:26             |                  |                  |                  |                  |                  |
| 9.               | You're Movin' Too Slow    | Eric Mercury, William Smith                                                  | Johnny Vastano                    | 2:54             |                  |                  |                  |                  |                  |
| 10.              | Last of an Ancient Breed  | Desmond Child                                                                | Desmond Child                     | 4:09             |                  |                  |                  |                  |                  |
| 36:53            |                           |                                                                              |                                   |                  |                  |                  |                  |                  |                  |

## Sortie

### Censure
Le slogan de l'affiche, « These are the armies of the night. They are 100,000 strong. They outnumber the cops five to one. They could run New York City » (« Ce sont les armées de la nuit. Ils sont près de 100 000. Ils sont cinq fois plus nombreux que les flics. Ils pourraient diriger New York. ») a provoqué un scandale, car les médias pensaient que cela pouvait constituer une invitation aux émeutes.
En France, le film fut classé X pour incitation à la violence le 25 juin 1979, la Commission de contrôle estimant que le film donnait « une vision très réaliste de la guérilla urbaine que des gangs peuvent développer pour conquérir une ville ». La version française est amputée d'une scène par la censure du ministère de l'Intérieur : le leader des Warriors, devant un ensemble d'autres leaders de gangs, assure que si « les gangs s'unissaient, la police et l'ordre seraient impuissants » ainsi que de plusieurs scènes de combats; au total, 10 minutes furent coupées pour qu'il puisse sortir en salle ordinaire avant que la version intégrale puisse ressortir le 13 juin 1980,,,,.
La version belge n'étant pas censurée, certains spectateurs passèrent la frontière afin de voir la version intégrale[réf. nécessaire].

### Accueil critique
À sa sortie, le film reçoit principalement des mauvaises critiques, qui pointent notamment du doigt le manque de réalisme et des dialogues trop guindés. Dans sa critique parue dans le Chicago Sun-Times, Roger Ebert donne la note de 2⁄4 et évoque un film « invraisemblable et maniériste ».
Ronald Reagan était un grand fan du film et contactait souvent l'acteur Michael Beck lorsqu'il regardait le film à Camp David.
Les Guerriers de la nuit devient ensuite un film culte. Il est inclus dans l'ouvrage Cult Movies (1981) du journaliste américain Danny Peary (en). Il est ainsi « réhabilité » par certains critiques : il obtient 89% d'avis positifs sur l'agrégateur américain Rotten Tomatoes (pour 37 critiques). Lors de la sortie d'un autre film de Walter Hill, Sans retour, Roger Ebert change un peu d'avis sur le film et lui trouve quelques qualités.
Entertainment Weekly le classe à la seizième place du classement des cinquante meilleurs films culte de 2008. Le même magazine le classe quatorzième du classement des vingt-cinq films les plus controversés de l'histoire. À propos de cela, Walter Hill déclare en 2006 :

« J'aime le fait que les gens continuent à aimer quelque chose que j'ai fait il y a 37 ans ! Ça rend heureux un vieil homme. Je suis surpris par cela. Mais j'ai adoré travailler avec mon chef op Andy Laszlo pour tourner ça, et j'ai aimé travailler avec mes acteurs, qui étaient incroyablement confiants envers ce vieil enfoiré en train de faire un film. »

### Box-office
Tourné pour un budget estimé entre 6 et 7 millions de dollars, Les Guerriers de la nuit totalisa 22 490 039 $ de recettes au box-office américain, rencontrant un succès commercial assez faible. En France, le film obtint 779 493 entrées.

### Sortie en vidéo
Le film est édité en VHS dans les années 1980 puis en DVD en 2001. Le DVD contient la version cinéma non restaurée. En 2005, Paramount Home Video commercialise une édition Ultimate Director's Cut en DVD. En plus d'une image remasterisée et un son 5.1, de nouvelles scènes sont rajoutées comme une nouvelle introduction et des transitions dans un style comics entre les scènes (trop couteuses à l'époque). Une voix off est également ajoutée, faite par Walter Hill lui-même ; Orson Welles devait le faire à l'époque du film. Le film débute par ailleurs avec la mention « Sometime in the future » (« un jour dans le futur ») également retirée de la version originale. En juillet 2007, l'édition Ultimate Director's Cut sort en Blu-ray puis sur les plateformes de streaming.

## Postérité

### Influences
Le film eut une grande influence en France sur les bandes dites « zoulous » des années 1980-1990, au même titre que Colors de Dennis Hopper (1988)[réf. nécessaire].
Le look du leader des Baseball Furies, mélange d'uniforme de baseball et du look de Kiss, influencera Marilyn Manson. Le film influence également des artistes hip-hop : la phrase « Can you dig it? » est reprise sur les titre Gangbang Interlude (1995) de Fat Joe et par le Def Squad pour leur titre Can U Dig It? (1998).
La voix à la radio qui guide les Warriors dans leur fuite a été reprise dans son discours et son esthétique dans John Wick : Chapitre 4 (à 1 h 49 min 50 s) lors du déplacement de John Wick vers le Sacré-Cœur pour appeler les tueurs parisiens à le stopper ou le ralentir.
Dans l'épisode 14 de la 25e saison des Simpson la séquence du métro où Bart, Jimbo, Dolph, Kearney et Nelson, tentent d'échapper aux brutes de Springfield est une parodie du film.

### Jeux vidéo
Le jeu vidéo Double Dragon, devenu l'une des bases fondamentales du jeu de combat est inspiré du film. Technos a eu l'idée ingénieuse de reprendre l'idée d'un jeu évolutif ou deux personnages vont affronter des gangs ennemis. Le film a depuis fait l'objet de deux adaptations officielles intitulées The Warriors (2005) et The Warriors: Street Brawl (2009).

### Remakeet projet de série télévisée
Un remake réalisé par Tony Scott était en préproduction avant qu'il ne se suicide, le 19 août 2012. Le film était censé se dérouler à Los Angeles, alors que Les Guerriers de la Nuit se déroulait à New York. Des gangs locaux ont été approchés pour apparaitre dans le film. Evan Ross, Brenna Roth et Nate Parker ont été contactés pour les rôles de Rembrandt, Mercy, et Snow. Walter Hill devait contribuer à la réalisation et Terence Winter (scénariste des séries télévisées Les Soprano et Boardwalk Empire) devait être chargé de l'écriture du scénario. La production est restée en suspens depuis le suicide de Tony Scott.
En 2016, Anthony et Joe Russo annoncent travailler sur une adaptation en série télévisée pour Paramount Television et Hulu, écrite par Frank Baldwin.

### Comédie musicale et album concept
En août 2023, il est annoncé que Lin-Manuel Miranda a commencé à travailler sur une adaptation en comédie musicale du roman The Warriors de Sol Yurick, qui a servi de base au film. En août 2024, il est finalement annoncé que le projet consistera en la production d’un album concept, en collaboration avec Eisa Davis, adapté du film. L’album Warriors sort le 18 octobre 2024. Les acteurs du film James Remar et David Patrick Kelly y prêtent leur voix, interprétant respectivement le policier qui arrête Ajax et celui qui tue Fox.
En décembre 2024, Lin-Manuel Miranda annonce officiellement lors d’une interview qu’il souhaiterait adapter l’album sur scène, toujours aux côtés de Eisa Davis :  
- « Les gens l’ont vraiment apprécié, mais comme nous vivons dans une culture très visuelle, tout le monde nous a dit, à Eisa et à moi : “D’accord, mais quand pourra-t-on le voir ?”  Donc, au début de l’année prochaine, Eisa et moi commencerons à discuter de la manière d’adapter ça pour la scène. »[35]